# 馬島雀屏珊瑚
馬島雀屏珊瑚（学名：Pavona maldivensis）为蓮珊瑚科雀屏珊瑚屬下的一个种。